# Франкос, Гильермо
Гильермо Альберто Франкос (исп. Guillermo Alberto Francos; род. 20 апреля 1950, Пуэрто-Бельграно) — аргентинский политик и юрист. Глава кабинета министров с 27 мая 2024 года. Министр внутренних дел Аргентины с 10 декабря 2023 по 27 мая 2024 года в правительстве Хавьера Милея. Ранее занимал пост советника Федеральной столицы с 1985 по 1993 год, национального депутата с 1997 по 2000 год, был президентом Банка провинции Буэнос-Айрес во время губернаторства Даниэля Сиоли и был представителем Аргентины в Межамериканском банке развития при президенте Альберто Фернандесе.

## Биография

### Начало работы
В 1974 году окончил Университет Сальвадора в Буэнос-Айресе по специальности юрист. Во время фактического правления Роберто Марсело Левингстона и Алехандро Агустина Ланусса, в период с 1970 по 1973 год, он занимал должность личного секретаря Министерства юстиции по поручению Хайме Перрио, Исмаэля Бруно Кихано и Жервазио Коломбрес. Затем он работал юристом в Департаменте по правовым вопросам Министерства юстиции при президенте Марии Эстеле Мартинес де Перон с 1974 по 1976 год, а с 1976 по 1985 год — директор Национального института образовательного кредита.

### Политическая карьера
В Федеральной партии Франкос занимал все партийные должности, от гласного Районного совета 18-го избирательного округа Федеральной столицы в 1982 году до Председателя Столичного совета Федеральной партии.
В 1988 году, после смерти Манрике, Франкос возглавил Федеральную партию. В 1989 году его партия через Независимую Федералистскую Конфедерацию поддержала президентскую кандидатуру радикала Эдуардо Анжелоса, в которой Франкос был кандидатом в советники от Федеральной столицы. В 1994 году был назначен заместителем Генерального секретаря Городской инспекции Буэнос-Айреса во время пребывания на посту мэра Хорхе Домингеса. В 1995 году Франкос и Федеральная партия поддержали кандидатуру президента Карлоса Менема. На выборах в законодательные органы в том же году он баллотировался в качестве кандидата в депутаты и национального сенатора, но не был избран ни на одну из должностей.
В 1996 году основал вместе с Доминго Кавальо партию «Действие за Республику» (АР), после того как Кавальо покинул национальное правительство Менема. Франкос был избран им же национальным депутатом в 1997 году, возглавив депутатский блок партии. В конце 2000 года он ушёл из активной политики из-за «моральной усталости», которую, по его словам, он испытал в результате «институционального ухудшения», вызванного предполагаемыми взятками за принятие трудовой реформы.
После ухода из политики, Франкос начал заниматься частной деятельностью в группе Eurnekian Group, занимая различные руководящие должности, такие как директор аэропортов Аргентины 2000 и президент ARG Аргентинская частная линия, ранее LAPA.
В 2007 году губернатор Даниэль Сиоли назначил его президентом Банка провинции Буэнос-Айрес и занимал этот пост с 2007 по 2011 год. В 2008 году Франкос работал директором аргентинской Visa, а в 2012 году был назначен директором Corporation America, где познакомился с главным экономистом этой группы Хавьером Милеем и будущим руководителем аппарата Николасом Поссе.
В 2015 году участвовал в президентской кампании Даниэля Сиоли из Фонда Аккордар, аналитического центра, который активно участвовал в президентской кампании бывшего губернатора провинции Буэнос-Айрес.
В 2019 году Франкос был делегирован президентом Альберто Фернандесом в качестве представителя Аргентины в Межамериканском банке развития.
В августе 2023 года Франкос подал в отставку с поста представителя Аргентины в МБР, чтобы присоединиться к команде Хавьера Милея в контексте президентских выборов того же года. После победы Милея на выборах он вместе с Дианой Мондино, Николасом Поссе и Кариной Милей координировал переход власти между уходящим и новым правительством.

### Министр внутренних дел
10 декабря 2023 года президент Хавьер Милей назначил Франкоса министром внутренних дел.

### Глава кабинета министров
27 мая 2024 года Николас Поссе ушёл в отставку с должности главы кабинета министров Аргентины, и на его место назначен Франкос.